# Corporate flag
Pour les articles homonymes, voir Corporate (homonymie).

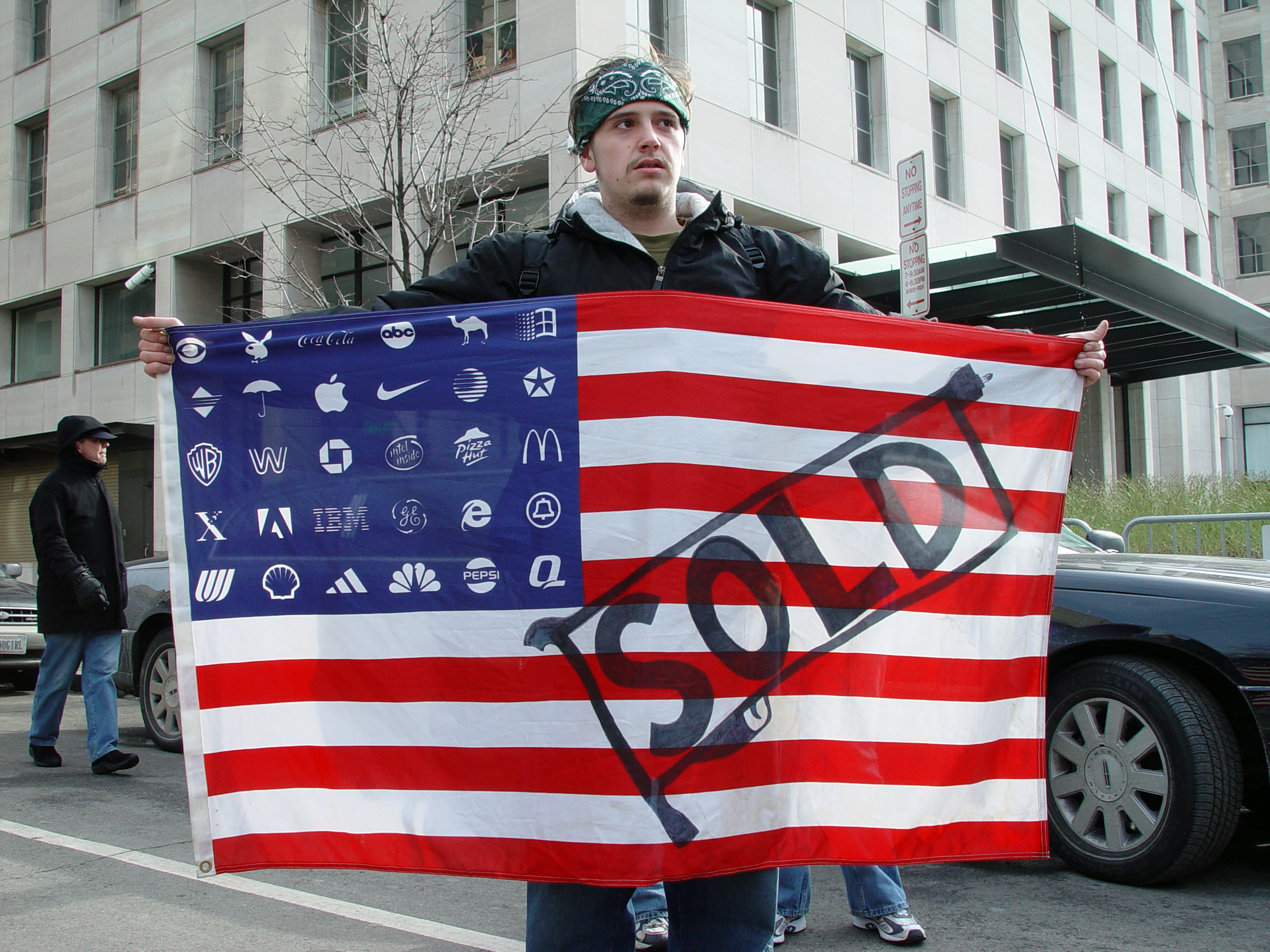
Un militant brandissant le Corporate flag lors d'une manifestation à Washington le jour de la seconde investiture de George W. Bush comme président des États-Unis, le 20 janvier 2005.

Le Corporate flag (de l'anglais, litt. « drapeau d'entreprise »), parfois Corporate America flag, Corporate American flag ou Corporate US flag, est un détournement du drapeau des États-Unis réalisé par Adbusters, un réseau antipublicitaire, dans lequel les étoiles du canton (représentant normalement les différents États de la fédération) sont remplacées par les logos de grandes entreprises américaines.
Le but est de protester contre ce que ces militants considèrent comme la suprématie des entreprises et du consumérisme dans la politique américaine, et de montrer que le sens de l'Amérique se limite peu à peu à son économie dans l'imaginaire collectif.
Ce drapeau est aussi surnommé « Brands-and-Bands » (« marques et bandes »), un jeu de mots imitant la paronomase de l'expression « Stars-and-Stripes » (« étoiles et bandes »), qui désigne habituellement le drapeau américain.

## Historique et utilisations
Le Corporate flag est créé en 2000 par Shi-Zhe Yung du Pratt Institute à New York pour le concours Adbusters Creative Resistance Contest, auquel il arrive en sixième place,. L'artiste commente sa création en ces termes :
« I wanted to do something to the American flag that reflected the change in the spirit of America. The flag is one of the most recognizable symbols all over the world. I chose some other well-recognized emblems to replace the original stars and reflect the new power of America. »
« J'ai voulu faire au drapeau américain quelque chose qui reflète le changement d'esprit de l'Amérique. Le drapeau est l'un des symboles les plus reconnaissables de par le monde. J'ai choisi d'autres emblèmes bien connus pour remplacer les étoiles originales et refléter la nouvelle puissance de l'Amérique. »
À partir de 2001, Adbusters suggère à ses sympathisants de remplacer le vrai drapeau par le Corporate flag, lors de l'Independence Day, la fête nationale des États-Unis,,. Pour ce faire, Adbusters leur propose de se procurer le drapeau dans sa boutique virtuelle appelée Culture Shop, ce qui est critiqué par certains comme une attitude contradictoire avec le message véhiculé.
Par ailleurs, le drapeau est exposé à partir de 2001 à Times Square, au cœur de New York, sur un panneau publicitaire de 56 m2 (600 ft2). Il est accompagné d'une silhouette de graffeur, écrivant le slogan « Declare Independence From Corporate Rule » (« Déclarez votre indépendance de la loi des entreprises ») et l'URL « www.culturejammers.org ». Ce panneau et la devanture où il est posé appartiennent à l'association chashama (en). Après les attentats du 11 septembre 2001, il attire l'attention d'agents du gouvernement qui demande des comptes à son sujet. Miramax, filiale de Disney, demande également qu'il ne soit pas visible, pour un tournage prévu sur Times Square ; ce qu'Adbusters refuse.
Le drapeau apparaît également à plusieurs reprises dans Unbrand America (littéralement « Démarquer l'Amérique »), une campagne publicitaire organisée par Adbusters chaque année à partir de 2003 pour l’Independence Day et financée par les dons de ses militants. Notamment le 28 juin 2004 (quelques jours avant la fête nationale), une pleine page du New York Times met en scène une photo du drapeau flottant dans les airs, accompagné d'une déclaration en écriture manuscrite,, :
« This July 4th

Because my country has sold its soul to corporate power

Because consumerism has become our new religion

Because a small group of neocons has hijacked our national agenda

And because we’ve forgotten the true meaning of Freedom

I pledge to do my duty and take my country back.

unbrandamerica.org
A flashpoint for civil disobedience »
« Ce 4 juillet

Parce que mon pays a vendu son âme à la puissance des entreprises

Parce que le consumérisme est devenu notre nouvelle religion

Parce qu'un petit groupe de néocons a détourné nos priorités nationales

Et parce que nous avons oublié le vrai sens de la Liberté

Je m'engage à faire mon devoir et reconquérir mon pays.

unbrandamerica.org
Un point de rupture pour la désobéissance civile »
L'année suivante, le 4 juillet 2005, un spot télévisé de 30 secondes est diffusé sur CNN à 12 h 10 EDT, durant l'émission Your World Today (en). Celui-ci reprend la même idée : il montre le drapeau flottant dans les airs, sur lequel s'affichent certains passages de la même déclaration, sur fond de Star-Spangled Banner (l'hymne national américain) joué par Jimi Hendrix ; cependant, l'image est cadrée pour ne montrer dans un premier temps que les bandes du drapeau, de manière qu'il ne soit pas distinguable d'un drapeau américain classique, avant de faire progressivement un zoom arrière pour montrer le canton et ses logos remplaçant les étoiles.
Le drapeau est largement utilisé pendant les années 2000 dans les manifestations d'inspiration altermondialiste, protestant contre la guerre en Irak ou la mondialisation ou hostiles à l'administration Bush. On le retrouve plus tard dans le mouvement Occupy Wall Street en 2011.

Corporate flag lors de manifestations
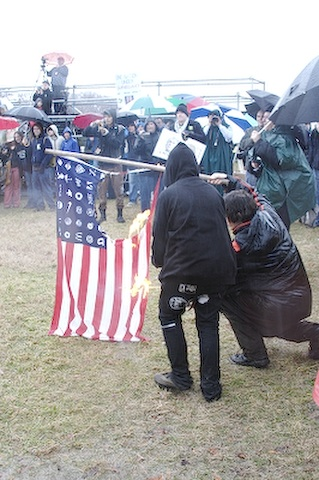
Brûlé devant la Maison-Blanche par The World Can't Wait (en), le 4 février 2006.
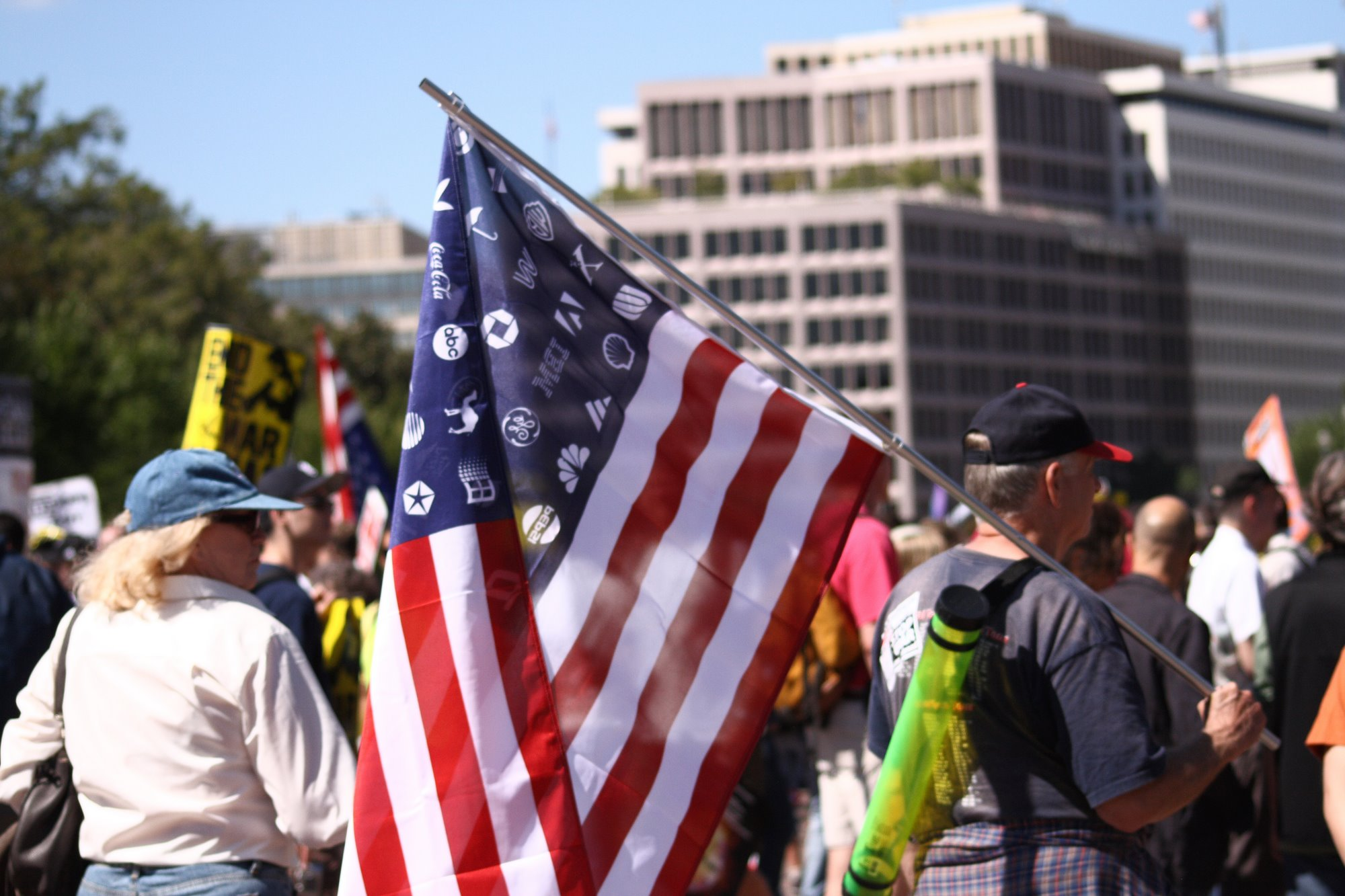
Manifestation anti-guerre du 15 septembre 2007 à Washington (en).
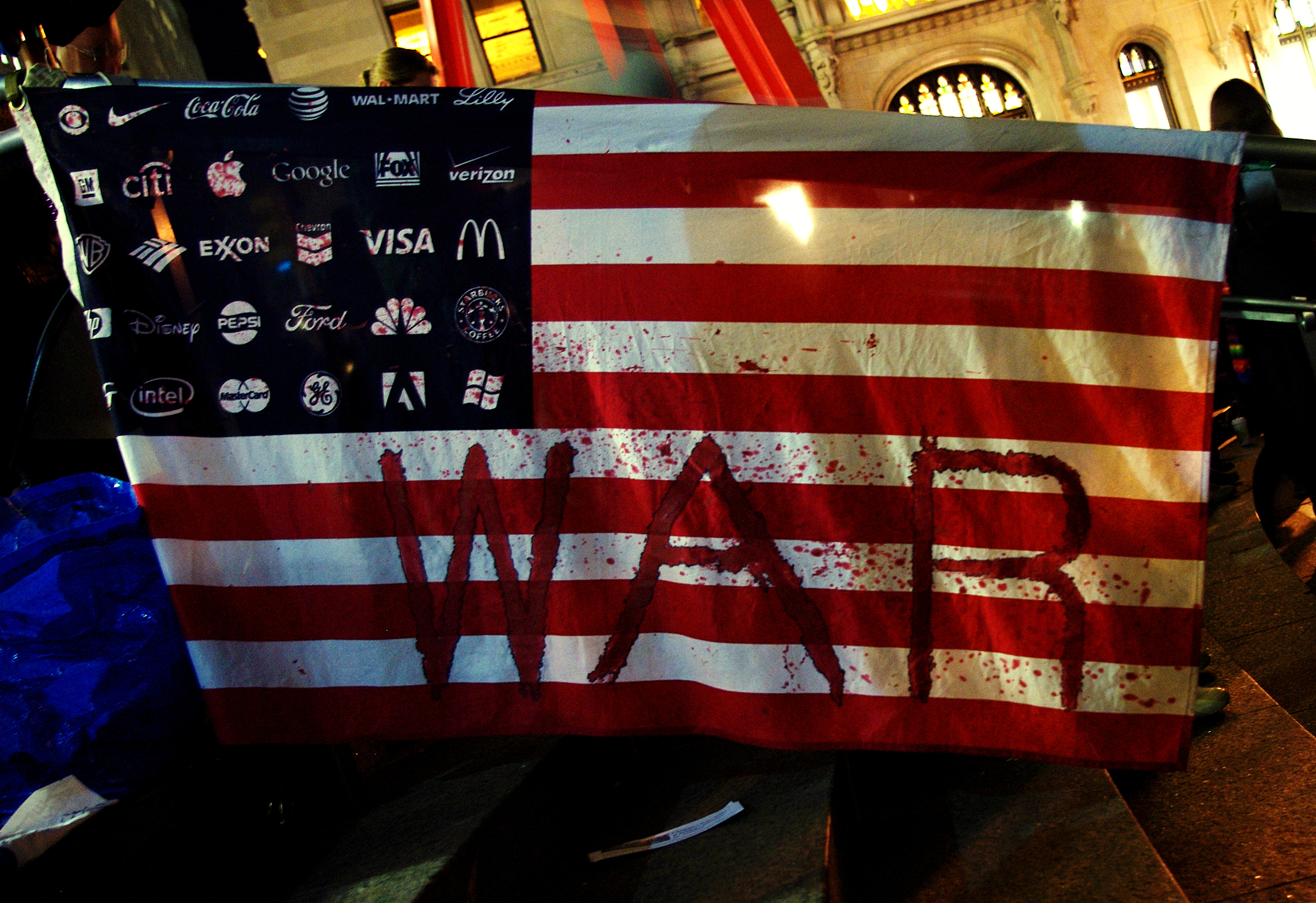
Occupy Wall Street à New York, le 6 octobre 2011.
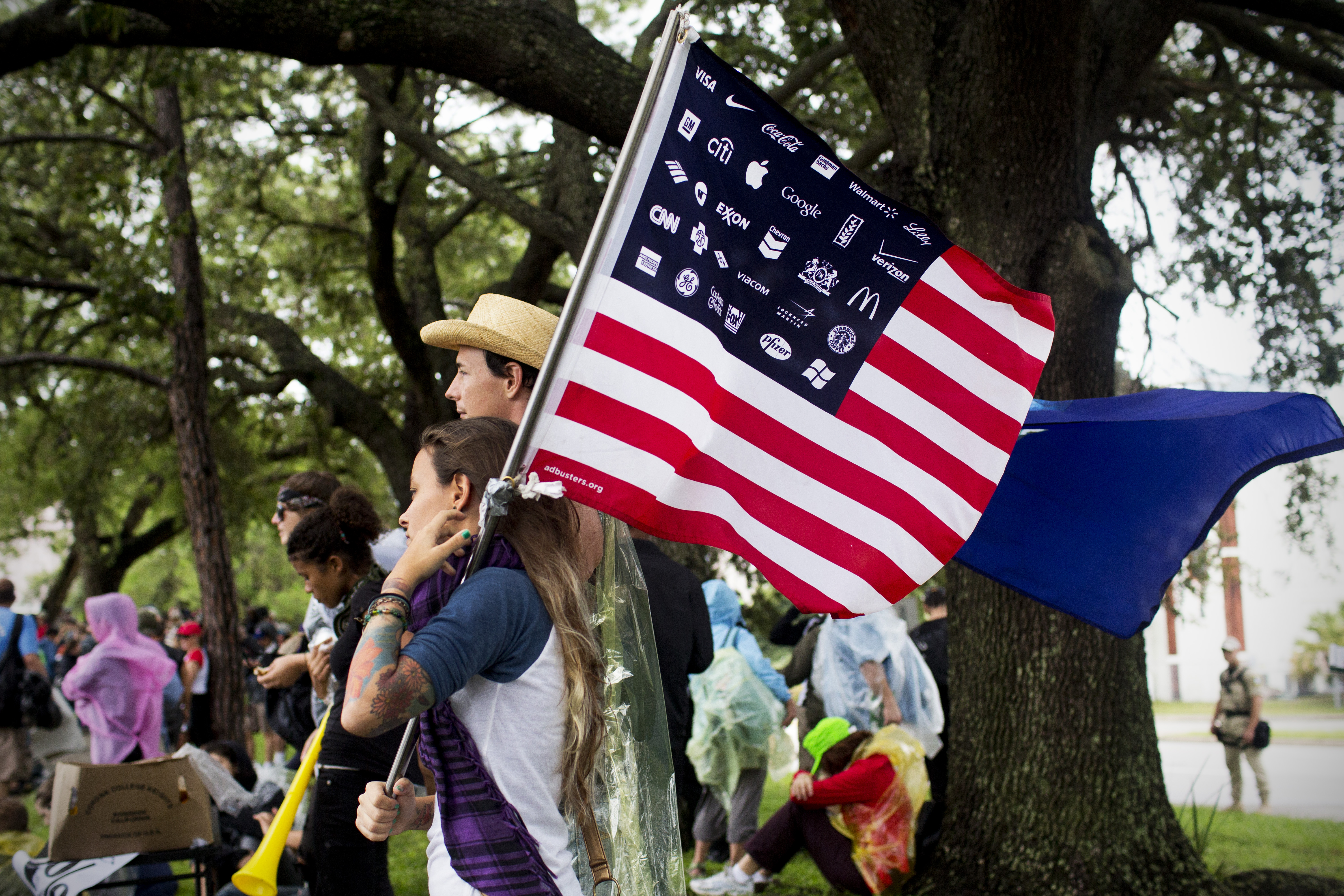
Marche contre la convention nationale républicaine de 2012 (en), à Tampa, le 27 août 2012.

Le drapeau apparaît aussi en couverture de la seconde édition de 2002 de Propaganda, Inc. de la chercheuse Nancy Snow (en).

## Logos reproduits
Pour l'occasion, les logos sont modifiés de manière à être de couleur blanche (à l'instar des étoiles originales). Ils sont au nombre de 30, arrangés sur une grille de 6 × 5 (au lieu des 50 étoiles).
| CBS                          | Playboy                 | Coca-Cola                 | ABC                   | Camel                 | Windows                             |
| Sprint (avant 2004)          | Travelers / Citigroup   | Apple                     | Nike (le Swoosh)      | AT&T                  | Chrysler                            |
| Warner Bros.                 | White-Westinghouse (en) | Chase                     | Intel                 | Pizza Hut             | McDonald's (les Golden Arches (en)) |
| Xerox                        | Adobe                   | IBM                       | General Electric      | Internet Explorer     | Bell System (en)                    |
| United Airlines (avant 2010) | Shell                   | Adidas (les trois bandes) | NBC (le Peacock (en)) | Pepsi (le Globe (en)) | Compaq                              |

Version apparaissant notamment en 2001 à Times Square et en 2005 dans le spot diffusé sur CNN.

Par rapport à ce modèle, il existe plusieurs variations.
- En 2000, dans la version lauréate du concours, le logo de White-Westinghouse est à l'origine celui de Westinghouse ; les logos de Xerox, Adobe et IBM sont à l'origine chacune des lettres I, B, et M du logo d'IBM ; le logo de Pizza Hut est à l'origine celui de MTV ; le logo de Shell est à l'origine l'ancien logo de Citicorp (avant 1998) ; le logo d'Adidas est à l'origine celui du Rockefeller Center ; le logo de Pepsi est à l'origine celui de ?.
- En 2002, sur une invitation à l'exposition Guastatori di pubblicità à la Stazione Leopolda (it) de Florence[23], le logo de Pizza Hut est remplacé par celui de Starbucks, et le logo de White-Westinghouse est par celui de Disney.
- En 2004, dans la version publiée par le New York Times, le logo de Shell est remplacé par celui d'Exxon, et le logo d'Adidas par celui de Lilly.

Par la suite on trouve des arrangements assez différents :
| CBS              | Nike            | Coca-Cola  | AT&T             | Walmart | Lilly               |
| GM               | Citigroup       | Apple      | Google           | Fox     | Verizon (2000–2015) |
| Warner Bros.     | Bank of America | Exxon      | Chevron          | Visa    | McDonald's          |
| Hewlett-Packard  | Disney          | Pepsi      | Ford             | NBC     | Starbucks           |
| Procter & Gamble | Intel           | MasterCard | General Electric | Adobe   | Microsoft           |

ou encore :
| Visa             | Nike                    | Coca-Cola                 | Goldman Sachs | Walmart             | Lilly               |
| GM               | Citigroup               | Apple                     | Google        | Monsanto            | Verizon (2000–2015) |
| Bank of America  | Halliburton             | Exxon                     | Chevron       | Philip Morris       | McDonald's          |
| CNN              | Premera Blue Cross (en) | Dow                       | Viacom        | Lockheed Martin     | Starbucks           |
| American Express | General Electric        | ConAgra Foods (2009–2017) | Fox           | Pfizer (avant 2021) | Microsoft           |